# Ceromella pallida
Ceromella pallida är en spindeldjursart som beskrevs av Roewer 1933. Ceromella pallida ingår i släktet Ceromella och familjen Ceromidae. Inga underarter finns listade i Catalogue of Life.